# Abdelhakim Belhadj
Abdelhakim Belhadj (nom de guerre Abu Abdallah Assadaq) (född 1966) är en libysk rebelledare i det Libyska inbördeskriget som började 2011. Han är en känd Islamist krigare, f.d. emir i Libyan Islamic Fighting Group (LIFG), och veteran från Afghansk-sovjetiska kriget.
Belhadj gick ut universitetet med en civilingenjörsexamen. Han tros också ha två fruar, en marockansk, en sudanesisk. Belhadj immigrerade till Afghanistan 1988 för att delta i kriget mot Sovjet. Han tros ha bott i flera muslimska länder,  bl.a. Pakistan, Turkiet och Sudan.
Belhadj greps i Afghanistan och Malaysia 2004, och förhördes av CIA i Thailand innan han överfördes till Libyen samma år. 
De libyska myndigheterna släppte honom 2008 med 170 andra libyska islamister. Han avsade sig islamistiskt våld 2009.